# Villasalto
Villasalto – miejscowość i gmina we Włoszech, w regionie Sardynia, w prowincji Sud Sardegna.
Według danych na rok 2021 gminę zamieszkiwało 999 osób, 7,66 os./km². Graniczy z Armungia, Burcei, Dolianova, San Nicolò Gerrei, San Vito, Sinnai i Villaputzu.